# Trud (Bulgarien)
Trud (bulgarisch: Труд; bekannt als Trud, dt.: „Arbeit“) ist die meistgelesene Tageszeitung Bulgariens. Die Boulevardzeitung wurde 1936 gegründet. Bis 1992 wurde sie von der Gewerkschaft betrieben.
Heute ist Trud in Privatbesitz, ihr Herausgeber ist Toscho Toschew. Eine bekannte Kolumnistin von Trud ist Waleria Welewa.